# Canthophorus

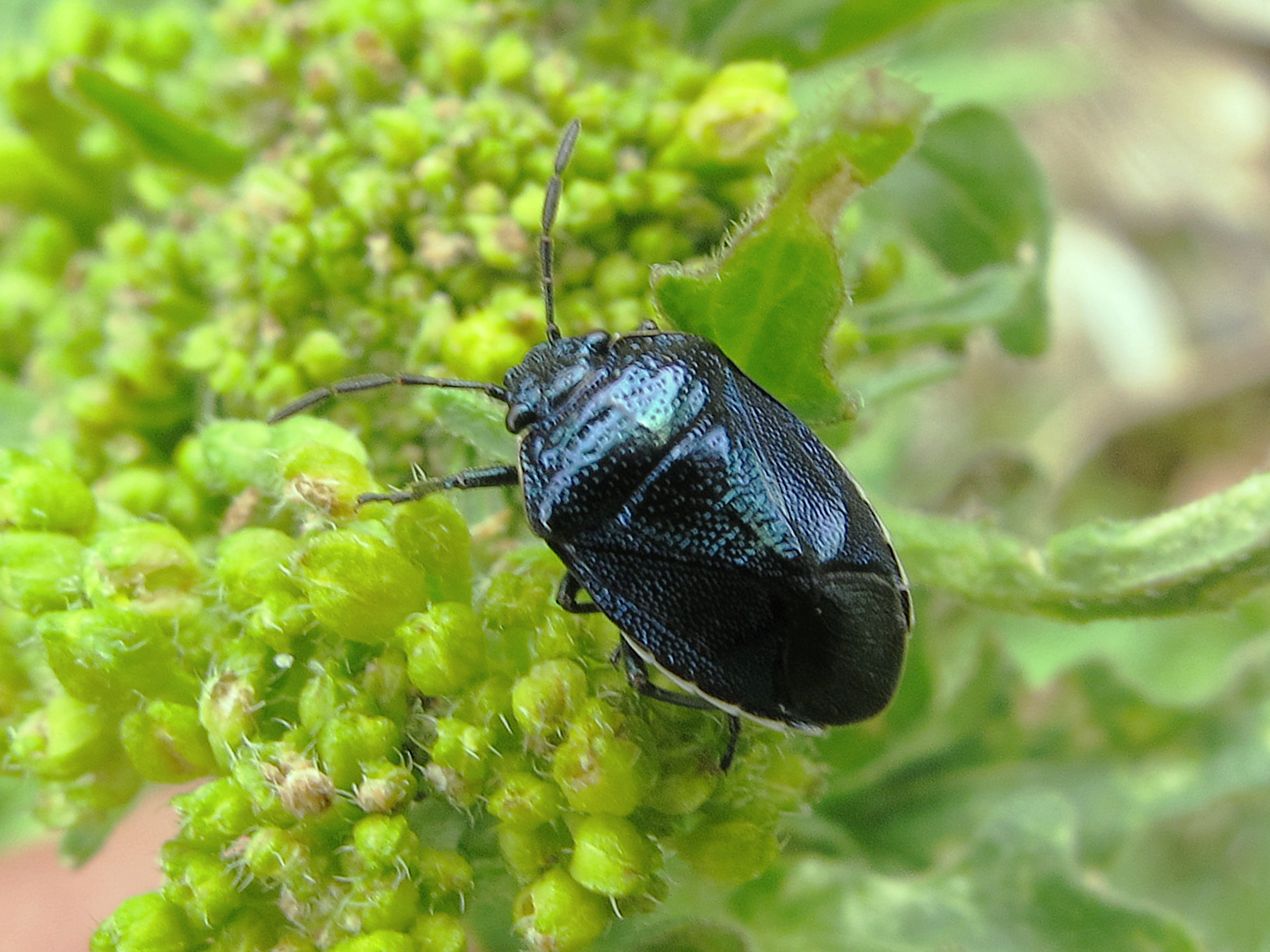
Canthophorus melanopterus

Canthophorus – rodzaj pluskwiaków z podrzędu różnoskrzydłych i rodziny ziemikowatych. Obejmuje 7 opisanych gatunków.

## Morfologia
Pluskwiaki o ciele owalnym, za środkiem nieco poszerzonym, przeciętnie wypukłym, punktowanym. Ubarwienie mają czarne z metalicznym połyskiem niebieskim, fioletowym lub zielonkawym, rzadziej ciemnobrązowe. Na tym tle wyróżniają się żółtawe plamki na wierzchu listewki brzeżnej odwłoka oraz w przednich narożach jego sternitów, a u większości gatunków także żółtawe obrzeżenie boków przedplecza i półpokryw.
Głowa jest trapezowato zaokrąglona, ma policzki stykające się przed nadustkiem, oczy złożone duże i kulistawe, ciemię wypukłe, a kłujkę sięgającą w spoczynku środkowej pary bioder. Przedplecze jest szersze niż długie, wypukłe, o kątach przednich rozwarcie zaokrąglonych, brzegach bocznych stopniowo uwypuklonych, barkach szeroko zaokrąglonych, a krawędzi tylnej równomiernie uwypuklonej. Długa tarczka ma brzegi boczne w nasadowej części wypukłe, a w wierzchołkowej lekko wklęsłe, sam szczyt zaś wąski, zaokrąglony i odgięty ku dołowi. Półpokrywy mają na wypukłych bokach żeberka zwężające się ku tyłowi i nie dochodzące do zewnętrzno-tylnego kąta przykrywki. Zakrywka co najwyżej nieco wystaje poza koniec odwłoka. Przedpiersie ma płytki rowek i pozbawione jest blaszkowatych czy żeberkowatych krawędzi. Śródpiersie ma pośrodkowe żeberko, pozbawione jest zaś rowka. Gruczoły zapachowe zatułowia mają poprzecznie rozciągnięte ostiole.
U samca pygofor jest tak długi jak szeroki lub nieco dłuższy, stopniowo rozszerzony ku szczytowi, o ścianach bocznych gładkich i pośrodku wklęśniętych, ścianie brzusznej długiej, punktowanej i z poprzecznym wciskiem wzdłuż tylnej krawędzi, ścianie grzbietowej gładkiej, krótkiej i wypukłej, a otworze genitalnym małym, poprzecznie owalnym i niewidocznym od zewnątrz. Paramera ma krótką, wąską, połążoną w części grzbietowo-zewnętrznej i ustawioną niemal pod kątem prostym do jej osi podłużnej płytkę nasadową. Korpus paramery jest w widoku bocznym mocno zwężony u nasady, silnie rozszerzony wierzchołkowo, o wklęsłej krawędzi brzusznej i prostej grzbietowej, natomiast w widoku grzbietowym jest on niemal równoboczny z lekko rozszerzonym wierzchołkiem. Zewnętrzną ścianą korpusu biegnie żeberko zakrzywiające się odsiebnie na jego brzuszną krawędź. Wyrostek zmysłowy paramery jest krótki, u nasady szeroki i na szczycie zaokrąflony, umieszczony wierzchołkowo na jej korpusie. Wyrastająca z zewnętrzno-brzusznej ściany paramery hypofiza jest dość długa, bocznie zwarta, skierowana tylno-brzusznie, u nasady bardzo szeroka, dalej stopniowo zwężona, pośrodku ostro zakrzywiona, na szczycie spiczasta i silnie zesklerotyzowana. Edeagus ma małą fallobazę z krótkimi, spiczasto zwieńczonymi ramionami, dość długimi i wąskimi wyrostkami brzusznymi z zakrzywionymi wierzchołkami, dość dużymi wyrostkami głowiastymi oraz apodemami podtrzymującymi tak długimi jak płytka nasadowa. Falloteka ma wypukłą i błoniastą ścianę przednią, dość duże i całkiem błoniaste guzki nasadowe, wypukłą i błoniastą ścianę grzbietową, wklęsłą pośrodku i tam zesklerotyzowaną ścianę brzuszną oraz proste do lekko wypukłych ściany boczne ze sklerotyzacjami pośrodku. Koniunktywa jest walcowata, na szczycie niewiele węższa niż u podstawy, zakrzywiona dobrzusznie pośrodku długości. Jej płat brzuszny jest płaski, u nasady szeroki i ku szczytowi zwężony, o zesklerotyzowanych ścianach brzusznej, bocznych i wierzchołku. Umiejscowiona między parą błoniastych i zakrzywionych płatów wierzchołkowych wezyka jest łukowato zakrzywiona w części nasadowej i niemal prosta w części wierzchołkowej, ku zaopatrzonemu we wtórny gonopor szczytowi zwężona. Błoniaste płaty grzbietowo-boczne koniunktywy zaopatrzone są na szczytach w spikule o kształcie charakterystycznym dla gatunku.
Samica ma poprzecznie trójkątne paratergity dziewiątego segmentu odwłoka. Gonokoksyty pierwszej pary mają część widoczną od zewnątrz wypukłą, a część zakrytą przez siódmy sternit słabo zesklerotyzowaną i zaopatrzoną w niemal prostokątną apodemę. Gonokoksyty drugiej pary są słabo zesklerotyzowane, poprzeczne, dozewnętrznie zwężone, niestykające się pośrodku, o kątach tylno-wewnętrznych zaokrąglonych, a tylno-zewnętrznych trójkątnie wydłużonych. Gonangulum ma postać wąskiej i długiej płytki zrośniętej z tyłu z zewnętrznymi kątami paratergitów dziewiątego segmentu; w miejscu tego zrostu zaczepiają się wąsko-trójkątne, pośrodkowo zakrzywione płytki przednio-bocznych naroży gonokoksytów pierwszej pary. Woreczek gynatrialny jest duży, błoniasty, nieco spłaszczony grzbieto-brzusznie, podzielony grzbietową zmarszczką poprzeczną na część przednią i tylną. Część przednia ma na przedniej ścianie dwie trójkątne wypustki boczne, a na ścianie grzbietowej stożeczek, z którego wychodzi przewód spermateki podzielony na trzy części, z których bliższa jest zesklerotyzowana, a dalsze nie. Tylna część woreczka ma na ścianie tylnej i częściowo brzusznej cienkie i bardzo duże skleryty pierścieniowate, tylne kąty trójkątnie wydłużone, a ponadto parę błoniastych kieszonek o budowie specyficznej dla gatunku.

## Rozprzestrzenienie
Rodzaj palearktyczny. W Polsce reprezentowany jest przez dwa gatunki, C. dubius i C. impressus.

## Taksonomia
Takson ten wprowadzili w 1866 roku Étienne Mulsant i Claudius Rey. W 1888 roku Odo Reuter dokonał wyznaczenia Cimex dubius jego gatunkiem typowym.
Do rodzaju tego zalicza się 7 opisanych gatunków:
- Canthophorus coeruleus (Reuter, 1902)
- Canthophorus dubius (Scopoli, 1763)
- Canthophorus impressus (Horváth, 1880)
- Canthophorus melanopterus (Herrich-Schaeffer, 1835)
- Canthophorus mixtus Asanova, 1964
- Canthophorus niveimarginatus Scott, 1874
- Canthophorus wagneri Asanova, 1964